# Gezondheid van A tot Z
Zie voor algemene overzichten ook: Geneeskunde, Gezondheidszorg, Ziekte, Geneesmiddel.

## A
Aandachts-Tekort-Stoornis met Hyperactiviteit -
Aangezichtspijn -
Abortus -
Abulcasis -
Achtergrondstraling -
Acupunctuur -
Adamsappel -
Ademhalingstechniek -
Adenovirus -
Ader -
ADHD -
Adrenaline -
Agnosie -
Aids -
Algemene Wet Bijzondere Ziektekosten -
Allergeen -
Allergie -
Allopathie -
Alopecia areata -
ALS -
Alternatieve geneeswijze -
Alvleesklier -
Alzheimer
Alois Alzheimer -
Ambulance -
Amine -
Amyotrofe laterale sclerose -
Anamnese (medisch) -
Anatomie -
Anatoom -
Anencefalie -
Anesthesiologie -
Angiografie -
ANCA -
Anonieme Alcoholisten -
Antibioticum -
Anticonceptiepil -
Antidiuretisch hormoon -
Antineutrofiele cytoplasmatische antistoffen -
Antistof -
Anus (anatomie) -
Apgarscore -
Apoptose -
Apotheek -
Apotheker -
Appendix -
Arenavirus -
Aromatherapie -
Arseen -
Arteriosclerose -
Artrose -
Arts -
Asbest -
Ascorbinezuur -
Aspirine -
Astma -
Atherosclerose -
Autisme -
Auto-immuunziekte -
Autopsie -
AWBZ

## B
Baarmoeder -
Baarmoederhalskanker -
Baby -
Bacterie -
Beeldvormend onderzoek -
Been (ledemaat) -
Bekken (anatomie) -
Benzodiazepine -
Beroerte -
Bevalling -
BIG-register -
Bijziendheid -
Bilirubine -
Bindvliesontsteking -
Bindweefsel -
Biologie -
Biologische veiligheid -
Biomedische wetenschappen -
Bioresonantie -
Biowapens -
Blauwalg -
Blauwzuurgas -
Blikseminslag bij mensen -
Blindedarm -
Blindheid -
Bloed -
Bloedarmoede -
Bloedcel -
Bloeddruk -
Bloedglucosespiegel -
Bloedgroep -
Bloedplaatje -
Bloedsuikerspiegel -
Bloedtransfusie -
Bloedvat -
(Herman) Boerhaave -
Bof -
Borreliose -
Borstkanker -
Bot (anatomie) -
Botuline -
Botulisme -
Boviene spongiforme encefalopathie -
British National Formulary -
Bronchitis -
Burn-out

## C
Cadmium -
Cafeïne -
Carcinogeen -
Cardiologie -
Cariës -
Caissonziekte -
Cataract -
Celmembraan -
Cerebrovasculair accident -
(Jean-Martin) Charcot -
Chemisch bestrijdingsmiddel -
Chemische verbinding -
Chemokuur -
Chemotherapie -
Chiropraxie -
Chirurgie -
Cholera -
Cholesterol -
Chorea -
Chromosoom -
Claudicatio intermittens -
Clusterhoofdpijn -
Cocaïne -
Coeliakie -
Colitis ulcerosa -
Computertomografie -
Conjunctivitis -
Contactlens -
Coronavirussen -
Cystische fibrose -
Cytostaticum

## D
Darm -
De bof -
Decubitus -
Deficiëntie (medisch) -
Degeneratieve ziekte -
Delirium -
Dementie -
Desensibilisatie -
Depressie -
Dermatologie -
Diabetes mellitus -
Diagnose -
Diagnostic and Statistical Manual of Mental Disorders -
Diarree -
Dierenarts -
Diergeneeskunde -
Difterie -
Dikke darm -
DNA -
DNA-virus -
Doktersrecept -
Dominant (genetica) -
Dood -
Downsyndroom -
Drugs -
DSM-IV -
Duodenum -
Dwarslaesie -
Dyslexie -
Dyspraxie -
Dystonie

## E
Echografie -
Eczeem -
Eed van Hippocrates -
Elektrocardiogram (ECG) -
EEG -
Elektromyogram (EMG) -
EHBO -
Eikel (anatomie) -
Eilandjes van Langerhans -
Eiwit -
Elektro-encefalografie -
Embryo -
Emfyseem -
Encephalitis lethargica -
Endocarditis -
Endorfine -
Epidemie -
Epidemiologie -
Epilepsie -
Epileptisch insult -
Erfelijke aandoening -
Escherichia coli -
Etalagebenen -
Ethanol -
Euthanasie -
Extractie

## F
Fagocytose -
Fanconi-anemie -
Farmaceutica -
Farmaceutische industrie -
Farmacie -
Farmacologie -
Farmacotherapeutisch Kompas -
Fenomeen van Raynaud -
Fenylketonurie -
Fibrodysplasia ossificans progressiva -
Fibromyalgie -
(Alexander) Fleming -
Foliumzuur -
Forensische geneeskunde -
Foutpositief en foutnegatief -
(Sigmund) Freud -
Fruit -
Fysiotherapeut -
Fysiotherapie -
Fytotherapie

## G
Galblaas -
Gastroscopie -
(Claudius) Galenus -
Geelzucht -
Gehoorapparaat -
Geneeskunde -
Geneesmiddel -
Genetica -
Genetische manipulatie -
Gentherapie -
Gerontologie -
Gespleten brein -
Gezondheid -
Gezondheidsraad -
Gezondheidszorg -
Gezondheidszorg in België -
GGD -
Giftigheid -
Glaucoom -
Glucose -
Glucosedrempel -
Golfsyndroom -
Gordelroos -
Gouden standaard (geneeskunde) -
Granuloma anulare -
Griep -
Grijze staar -
Groene staar -
Groente -
GSS (Syndroom van Gerstmann-Sträussler-Scheinker) -
Gynaecologie -
Gynaecologisch onderzoek

## H
Haemophilus influenzae -
(Samuel) Hahnemann -
Hallucinatie -
Haptonomie -
Hart -
Hart- en vaatstelsel -
Hartaanval -
Hartinfarct -
(William) Harvey -
Heelkunde -
Hemochromatose -
Hemoglobine -
Heparine -
Hepatitis -
Hereditaire Motorische en Sensorische Neuropathieën -
Hernia -
Hernia diaphragmatica -
Hernia inguinalis -
Hernia nuclei pulposi -
Hernia spiegeli -
Herpesvirus -
Hersenbloeding -
Herseninfarct -
Hersenkneuzing -
Hersenontsteking -
Hersenvliesontsteking -
Hippocrates -
Hiv -
HMSN -
Hoge bloeddruk -
Homeopathie -
Hondsdolheid -
Hoofdpijn -
Hooikoorts -
Hoortoestel -
Hordeolum externum -
Hordeolum internum -
Hormoon -
Huidkanker -
Huidziekten -
Huid -
Huisapotheek -
Huisarts -
Hygiëne -
Hyperglykemie -
Hyperventilatie -
Hypnotherapie -
Hypofyse

## I
Immuundeficiëntie -
Incidentie -
Incontinentia pigmenti -
Incubatietijd -
Infectie -
Infectieziekte -
Influenza -
Insecticide -
Insuline -
Intermetamorfose -
Iris (anatomie) -
Implanon

## J
Jeugddiabetes -
Jeuk -
(Carl Gustav) Jung

## K
Kanker -
Kawasakisyndroom -
Keizersnede -
Ketoacidose -
Kinderziekte -
Kinkhoest -
Klassiek Autisme -
Kleurenblindheid -
Klinische depressie -
Klompvoet -
Kloneren -
(Robert) Koch -
Kogelvis -
Koorts -
Koortslip -
Koortsthermometer -
Kraamvrouwenkoorts -
Krentenbaard -
Kroep -
Kuru (ziekte) -
Kwakzalverij -
Kwik

## L
Larynx -
Antoni van Leeuwenhoek -
Lege artis -
Legionellabacterie -
Lepra -
Leukemie -
Lever -
Levercirrose -
Leverkanker -
Lichamelijk gehandicapt -
Liesbreuk -
Lijst van aandoeningen -
Lijst van beroemde artsen -
Lijst van lichaamsdelen -
Lijst van vergiften -
Lissencefalie -
Litteken -
Long -
Longkanker -
Longontsteking -
Lood -
Luchtpijp -
Lupus erythematodes -
Lymeziekte

## M
Maag -
Maag-darmstelsel -
MAC-waarde -
Maimonides -
Malaria -
Mazelen -
MCAD-deficiëntie -
Medulloblastoom -
Medicijn -
Medisch jargon -
Medische ethiek -
Melanoom -
Melatonine -
Meningitis -
Menstruatie -
Mesothelioom -
Metabolisme -
Microscopische polyangiitis -
Middenrif -
Migraine -
Miltvuur -
Mineraal -
Ministerie van VROM -
Molluscum contagiosum -
Monosomie -
Morfine -
Morfologie huidafwijkingen -
Moyamoya-syndroom -
Microscopische polyangiitis (MPA) -
MRI-scanner -
Mucoviscidose -
Multiple chemical sensitivity -
Multiple sclerose (MS) -
Myotonie

## N
Narcolepsie -
Netelroos -
Netvlies -
Neurofibromatose -
Neurologie -
Neuroloog -
Neurotransmitter -
Nicotine -
Nier -
Niercelkanker -
Nieuwvormingsziekte -
Nobelprijs voor de Fysiologie of Geneeskunde -
Nocardiose -
Non-verbal Learning Disabilities (NLD)

## O
Ontlasting -
Ontsteking -
Onvruchtbaarheid -
Oog -
Ooglens -
Oogziekten -
Ophthalmia neonatorum -
Opportunistische infectie -
Orgaan -
Organisch psychosyndroom -
Orthodontie -
Orthopedie -
Osteopathie -
Osteoporose

## P
PAN -
Paclitaxel -
Pancreas -
Pancreatitis -
Paracetamol -
Parasiet -
Parkinson -
Parodontitis -
(Louis) Pasteur -
Pasteuriseren -
Pathologie -
Penicilline -
Persoonlijkheidsstoornis -
Pessarium -
Pest (ziekte) -
Pharynx -
Pijn -
Pityriasis rosea -
Pityriasis versicolor -
Placebo-effect -
Placebo -
Plant -
Plantenziekten -
Pleuritis -
Pneumococ -
Pokken -
Polio -
Polyarteritis nodosa -
Polyhydramnion -
Polymicrogyrie -
Polyneuropathie -
Positronemissietomografie (PET) -
Preoccupatie -
Prevalentie -
Preventie -
Prion -
Privacy -
Progeria -
Prosopagnosie -
Prostaat -
Proteïne -
Prothese -
Prothetiek -
Pseudotumor cerebri -
Psychiatrie -
Psychofarmaca -
Psychologie -
Psycholoog -
Psychose -
Psychotherapie -
Puberteit
Pylorushypertrofie -
Pylorusstenose

## R
Rachitis -
Receptor -
Recessief -
Reduplicatieve paramnesie -
Reiki -
Resistentie -
Retrovirus -
Reumatoïde artritis -
Riboflavine -
Ricine -
Risico's van geneesmiddelen -
RIND -
RNA -
RNA-virus -
Rode bloedcel -
Rodehond -
Rode Kruis -
(Jacques) Rogge -
Roken -
RSI -
Rubella -
Ruggenmerg -
Röntgenfoto

## S
SARS -
Scheurbuik -
Schimmel -
Schizofrenie -
(Albert) Schweitzer -
Sclerodermie -
Scoliose -
Screening -
Seksualiteit -
Seksueel overdraagbare aandoening -
Seksuologie -
(Ignaz) Semmelweis -
Shell-shock -
Sikkelcelziekte -
Skelet -
Slaapapneu -
Slaapstoornis -
Slagader -
Slokdarm -
Smog -
Softenon -
SPECT-scan -
Speculumonderzoek -
Spier -
Spierziekte -
Spijsverteringsstelsel -
Spiraaltje -
Spoedeisende hulp -
Staar -
Staphorster Boertje -
Staphylococcus aureus -
Status epilepticus -
Stethoscoop -
Stofwisseling -
Stotteren -
Strottenhoofd -
Strychnine -
Subjectief dubbelgangersyndroom -
Suiker -
Suikerziekte -
Syfilis -
Syndroom -
Syndroom van Asperger -
Syndroom van Capgras -
Syndroom van Carpenter -
Syndroom van Churg-Strauss -
Syndroom van DiGeorge -
Syndroom van Down -
Syndroom van Ehlers-Danlos -
Syndroom van Frégoli -
Syndroom van Gerstmann -
Syndroom van Gerstmann-Sträussler-Scheinker -
Syndroom van Gilbert -
Syndroom van Gilles de la Tourette -
Syndroom van Guillain-Barré -
Syndroom van Klüver-Bucy -
Syndroom van Korsakov -
Syndroom van Moebius -
Syndroom van Münchhausen -
Syndroom van Münchhausen by proxy -
Syndroom van Rett -
Syndroom van Sjögren -
Syndroom van Usher -
Syndroom van Wernicke -
Synesthesie

## T
Tabak -
Tamiflu -
Tandarts -
Tandheelkunde -
Tandheelkundige -
Tardieve dyskinesie -
Taxol -
Tepel -
Teratogeen -
Test -
Testis -
Tetraplegie -
Thalidomide -
Thallium -
Theorema van Bayes -
Thuiszorg -
TIA -
Ticstoornis -
Tonica -
Trisomie -
Tropen -
Tuberculose -
Tussenwervelschijf -
Tumor -
Twaalfvingerige darm -
Tyfus

## U
Ubi pus, ibi evacua -
(Carlo) Urbani -
Urine -
Urologie -
Urticaria

## V
Vaccin -
Vaccinatie -
Vaginaal toucher -
Varkenspest -
Vasculitis -
VCJD -
Vereniging tegen de Kwakzalverij -
Vergif -
Verkoudheid -
Verloskunde -
Verslavingszorg -
Verslaving -
Verstikking -
Verziendheid -
Andreas Vesalius -
Veteranenziekte -
Vet -
Vijfde ziekte -
Virus -
Vitamine -
Voedselvergiftiging -
Voet -
Vogelpest -
Vruchtwater -
Vruchtwaterpunctie

## W
Waan -
Waanstoornis -
WAG/Rij-rat -
Waterpokken -
Waterwrat -
Water -
Weefsel (biologie) -
Wereldgezondheidsorganisatie -
Wervel -
Wervelkolom -
Wiegendood -
Witte bloedcel

## X
Xeroderma pigmentosum-
Xerostomie

## Y
Yoga

## Z
Zenuwgas -
Zenuw -
Zenuwcel -
Zesde ziekte -
Ziekenhuis -
Ziekenomroep -
Ziekte -
Ziekte van Alzheimer -
Ziekte van Bechterew -
Ziekte van Creutzfeldt-Jakob -
Ziekte van Crohn -
Ziekte van Duchenne -
Ziekte van Huntington -
Ziekte van Kahler -
Ziekte van Kawasaki -
Ziekte van Parkinson -
Ziekte van Peyronie -
Ziekte van Pick -
Ziekte van Steinert -
Ziekte van Wegener -
Ziektebeelden -
Ziekte -
Zorgverzekering (Nederland) -
Zorgverzekering (Vlaanderen) -
Zuurstof -
Zwaar metaal -
Zwangerschapsdiabetes -
Zwangerschap